# Jan Frans Willems

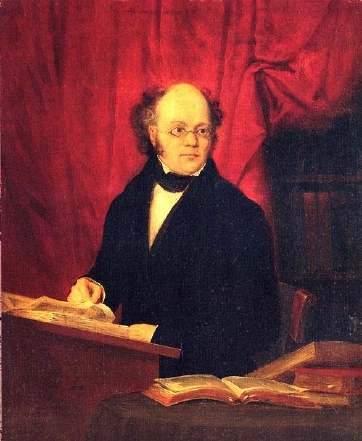
J.F. Willems

Jan Frans Willems, född 11 mars 1793 i Boechout vid Antwerpen, död 24 juni 1846 i Gent, var en belgisk lingvist, historiker och skald, den främste främjaren av den flamländska rörelsen.
Som medlem av ett sällskap för "taal- en dichtkunde" i Antwerpen och redan som fjortonåring i en "rederijkerskamer" i Lier uppträdde Willems först som skådespelare och diktare, men övergick mer och mer till historiska och språkliga studier och vann berömmelse långt utom hemlandets gränser. Genom odet Aan de Belgen (1818), i vilket han besjöng återvaknandet av den belgiska nationaliteten under nederländsk spira, framträdde han som förkämpe för flamländska nationalmedvetandet i dess strid mot det franska överväldet och blev den erkände ledaren för alla, som ivrade för språklig enhet mellan Belgien och Nederländerna. 
Av kungen belönades han 1821 med en tjänst som "ontvanger der registratie" i Antwerpen, där han tidigare erhållit en arkivariesyssla. Banbrytande, om än numera sedan länge otillräcklig var hans 1819–24 utgivna Verhandeling over de nederduitsche taal- en letterkunde, den första vetenskapliga framställningen av den nederländska litteraturen i Belgien och beviset för, att den rika medelnederländska litteraturen där haft sitt ursprung. Denna avhandling, inledd av odet till belgierna, gav honom vänner bland Nederländernas lärda samt 1820 och 1828 medlemskap av Vetenskapsakademien i Amsterdam (Het koninklijk instituut) och 1826 av Nederländernas nygrundade historiska kommission, men ådrog honom ock såväl de belgiska fransksinnades som de flamländska för ett mot Nederländerna självständigt skriftspråk ivrande klerikalas ogunst, vilken efter julirevolutionen och Belgiens lösslitande från Nederländerna 1830 ledde till, att han på grund av sina nederländska sympatier förflyttades till en småstad. 
År 1835 återfick Willems dock en syssla som "ontvanger" i Gent. Där och under förvisningen var han ivrigt verksam med avskrivning och utgivning av flamländska medeltidshandskrifter och historiska dokument. Han verkställde 1834 en modern bearbetning av det berömda djureposet "Reinaert de vos" med ett förord, som blev signalen till "de vlaamsche beweging", den kulturhistoriskt egenartade och allt större terräng vinnande flamländska rörelsen, som i Tyskland möttes av den nyromantisk-historiska riktningens pangermanistiska stämning och senast under det tysk-flamländska Gent-universitetets korta tillvaro (1916–18) gjorts till ett led i den alltyska rörelsen.  
År 1836 publicerade han på nytt den medelnederländska diktens originaltext jämte bevisen för dess flandriska ursprung och samtidigt "De rym kronyk van Jan van Heelu",  åtföljd av Jan van Boendales rimkrönikor "Van den derden Edewaert, coninc van Engelant" (1840) och "De brabantsche yeesten" (1839–43). Efter att 1836 ha tillsammans med Jan Baptist David stiftat föreningen "Maatschappij ter bevordering der nederduitsche taal- en letterkunde" utgav han på dess vägnar 1837–46 tidskriften "Belgisch museum", där han bland annat genom reproduktioner av en mängd medeltidstexter visade, att nederländskan, "het dietsch", varit de flamländska provinsernas allmänna och enda skriftspråk och i vilken även nyflamska dikter av bland andra Prudens van Duyse och Karel Lodewijk Ledeganck såg dagen. 
Willems var under mer än ett kvarts sekel personifikationen av den nederländska litteraturen i Belgien och den flamländska rörelsen, men var i allmänhet fri från en partikularistisk rörelses överdrifter och författade även på franska. Hans samling av flamländska folkvisor och melodier utgavs av Ferdinand Augustijn Snellaert ("Oude vlaamsche liederen", 1848), hans övriga kvarlåtenskap 1856, hans brev och dikter m.m. 1874–75. Willems livsverk fortsattes av bland andra Snellaert, Jan Baptist David, Philip Blommaert och Constant Serrure, som gav hans tidskrift en fortsättning i "Vaderlandsch museum" (1855–63). 
En minnesvård över Willems restes 1848 på kyrkogården S:t Amandsberg vid Gent och i hans födelseort, en ny, av Nederländerna och Belgien i förening, i början av 1900-talet i Gent.